# Rákászróka

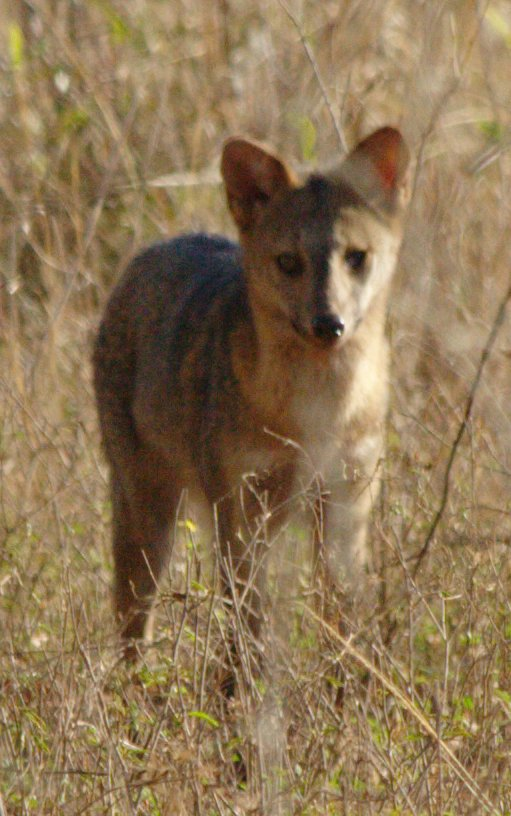

A rákászróka más néven közönséges pamparóka vagy brazíliai sakál, helyi nevén maikong (Cerdocyon thous) az emlősök (Mammalia) osztályában és a ragadozók (Carnivora) rendjében a kutyafélék (Canidae) család rákászróka (Cerdocyon) nemének egyetlen faja.

## Elterjedése
Dél-Amerikában, nagy területeken és változatos élőhelyeken, de elsősorban a füves területeken és a síkvidéki erdőkben él az Amazonas menti esőerdőktől északra, keletre és délre.
Eredetileg Észak-Amerikában fejlődött ki, és a nagy amerikai faunacsere eredményeként jutott délre. Ezután eredeti élőhelyén kipusztult, és már csak Dél-Amerikában fordul elő.

## Alfajai
- Cerdocyon thous aquilus (Bangs, 1898),
- Cerdocyon thous azarae (Wied-Neuwied, 1824),
- Cerdocyon thous entrerianus (Burmeister, 1861),
- Cerdocyon thous germanus (G. M. Allen, 1923),
- Cerdocyon thous soudanicus (Thomas, 1903),
- Cerdocyon thous thous (L., 1766).

## Megjelenése
Nagy elterjedési területe miatt sok változata alakult ki. Elsősorban a füves területeken és a síkvidéki erdőkben él. Testhossza körülbelül 60–65 cm, farka mintegy 30 cm-es. Testtömege 5–8 kg.

## Életmódja
Éjjel jár táplálék után. Étrendje igen változatos: a rovaroktól a madártojáson, a teknősökön és a rákokon át a gyümölcsökig terjed.
Többnyire monogám párokban él.
A parasztok néha irtják, mert megdézsmálja a kerteket, de vadásszák a prémjéért is.